# Feketetorkú szürkebegy
A feketetorkú szürkebegy vagy szakallás szürkebegy (Prunella atrogularis) a madarak osztályának verébalakúak (Passeriformes) rendjébe és a szürkebegyfélék (Prunellidae) családjába tartozó faj.

## Rendszerezése
A fajt Johann Friedrich von Brandt német zoológus írta le 1844-ben, az Accentor nembe Accentor atrogularis néven.

## Alfajai
- Prunella atrogularis atrogularis (Brandt, 1843)
- Prunella atrogularis huttoni (Moore, 1854)[2]

## Előfordulása
A mérsékelt és szubarktikus Ázsiában költ, telelni délebbre vonul. Kóborlásai során eljut Európába is. Természetes élőhelyei a mérsékelt övi erdők, szubtrópusi és trópusi cserjések, valamint ültetvények.

### Kárpát-medencei előfordulása
Magyarországon először 2018. március 18-án figyelték meg a fajt Kisújszálláson.

## Megjelenése
Testhossza 15 centiméter, testtömege 19 gramm.
|  |

## Életmódja
Elsősorban rovarokkal és más apró ízeltlábúakkal, férgekkel és csigákkal táplálkozik, de főleg télen magvakat is fogyaszt.

## Szaporodása
A fészket a tojó készíti fákra, vagy cserjékre. Fészekalja 3-6 tojásból áll.

## Természetvédelmi helyzete
Az elterjedési területe rendkívül nagy, egyedszáma nagy és stabil. A Természetvédelmi Világszövetség Vörös listáján nem fenyegetett fajként szerepel.